# Kurir

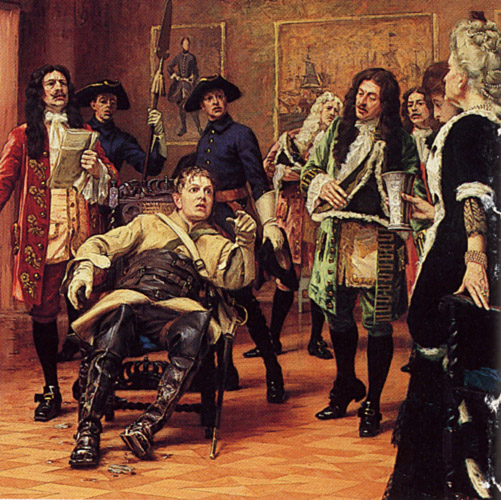
Stenbocks kurir, tavla målad 1911 av Nils Forsberg.

Kurir (av franska: courrier, "löpare"), budbärare eller ordonnans är en person eller ett företag som har yrke eller ämbete att leverera meddelanden eller gods. Med kurirgods avses gods som åtföljs eller transporteras av en kurir, ofta i syfte att säkerställa att ingen obehörig kan ta del av innehållet.
Ordet ängel kommer från det grekiska ordet för budbärare. Den mer klassiske budbäraren som ridande för budskap mellan två furstar (eller liknande) eller lämnar budskap mellan två olika fronter i krig är numera ovanlig. Detta beror främst på moderna allmänna kommunikationer.
Under det antika Grekland fick budbäraren berätta om de tragiska och dramatiska händelserna i olika pjäser. Detta då man inte kunde gestalta mord med mera på grund av att teatrarna låg i guden Dionysos skyddsområde.
Även djur har använts som kurirer. I krig har hundar och duvor använts för att skicka meddelanden mellan stridande förband och staber.